# Basileuterus tristriatus
Basileuterus tristriatus là một loài chim trong họ Parulidae.